# Franz Schauerte

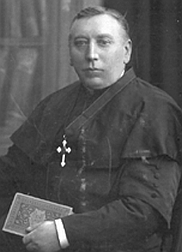
Franz Schauerte

Franz Schauerte (* 15. März 1848 in Schmallenberg-Oberberndorf; † 6. September 1910 ebenda) war ein deutscher römisch-katholischer Priester und Autor. Er wirkte als Propst in Magdeburg.

## Leben
Franz Schauerte wurde 1848 als Sohn eines Landwirtes in Oberberndorf geboren. Nach dem Besuch eines Gymnasiums in Paderborn studierte er Philosophie und Katholische Theologie. 1874 wurde er zum Priester geweiht. Acht Jahre später erhielt er an St. Wigbert in Erfurt seine erste Pfarrstelle. Im Jahr 1893 promovierte er in Freiburg mit einer Arbeit über Christina von Schweden. In den Folgejahren veröffentlichte er noch weitere Bücher.
Mit der Übernahme des Magdeburger Propstamtes als Nachfolger von Kaspar Friedrich Brieden wurde Schauerte im Jahr 1901 auch Dechant für das Dekanat Magdeburg und Bischöflicher Kommissar in Magdeburg. In seine Amtszeit fiel 1906 die Fertigstellung des Marienstiftes in Magdeburg-Wilhelmstadt. 1909 verzichtete Schauerte auf seine Ämter und zog nach Thale. Er übernahm noch kurz vor seinem Tod im Jahr 1910 die Pfarrei in Schloß Neuhaus. Am 6. September 1910 starb Franz Schauerte in seinem Geburtsort.

## Schriften
- Christina – Königin von Schweden, Herder, Freiburg 1880 (Dissertation)
- Die Doppelehe eines Grafen von Gleichen,  Foesser, Frankfurt a. M. 1883
- Die Conversion der Prinzessin Elisabeth Christina von Braunschweig-Lüneburg-Wolfenbüttel, Foesser, Frankfurt a. M. 1884
- Abraham a Sancta Clara – Eine biographische und literaturhistorische Skizze, Frankfurt a. M. 1886
- Gustav Adolf und die Katholiken in Erfurt – Ein Beitrag zur Geschichte des dreißigjährigen Krieges, Bachem, Köln 1887 (Digitalisat)
- Die heilige Aebtissin Walburga, Bonifacius, Paderborn 1892
- Der heilige Wigbert – Erster Abt von Fritzlar, Bonifacius, Paderborn 1895